# 順天 (林爽文)
順天（じゅんてん、台湾語：Sūn-thian）は、清代に台湾にて叛乱を起こした林爽文が建てた私年号。1787年 - 1788年。

## 西暦・干支との対照表
| 順天 | 元年     | 2年      |
| 西暦 | 1787年   | 1788年   |
| 干支 | 丁未     | 戊申     |
| 清   | 乾隆52年 | 乾隆53年 |